# 유누스 아크귄
유누스 아크귄(튀르키예어: Yunus Akgün, 2000년 7월 7일 ~ )은 튀르키예의 축구 선수로, 현재 쉬페르리그의 갈라타사라이와 튀르키예 국가대표팀에서 공격형 미드필더 또는 레프트 윙어로 활약하고 있다.

## 구단 경력

### 갈라타사라이
아크귄은 갈라타사라이 유소년 아카데미 소속으로 2011년 입단했다. 그는 2018년 8월 5일 악히사르 벨레디예스포르와의 2018년 튀르키예 쉬페르쿠파 승부차기에서 1-1 (5-4)로 패한 경기에서 갈라타사라이 소속으로 프로 데뷔 전을 치렀다.
2019년 1월 29일, 아크귄은 볼루스포르와의 튀르키예 쿠파스 경기에서 해트트릭을 기록하며 4-1 승리를 견인했다.

#### 아다나 데미르스포르로의 임대
2021년 9월 6일, 아다나 데미르스포르는 지난 시즌에 활약했던 아크귄을 갈라타사라이에서 다시 영입했다.

#### 갈라타사라이로의 복귀
아크귄은 갈라타사라이 팀에서 2022-23 시즌 쉬페르리그 챔피언이 되었다. 갈라타사라이는 2023년 5월 30일 36주차에 열린 경기에서 앙카라귀쥐를 4-1로 물리치고 종료 2주 전에 선두 자리를 지키며 역사상 23번째 우승을 차지했다.

#### 레스터 시티로의 임대
2023년 8월 26일, 레스터 시티는 아크귄과 2023-24 시즌 임대 계약을 체결했다. 그는 3일 후 EFL컵 2라운드 트랜미어 로버스와의 원정 경기에서 데뷔 전을 치렀다. 2024년 1월 27일, 그는 FA컵 4라운드 버밍엄 시티와의 홈 경기에서 첫 골을 넣었다.

## 국가대표팀 경력
아크귄은 튀르키예의 청소년 국가대표이다. 그는 2017년 UEFA U-17 축구 선수권 대회와 2017년 FIFA U-17 월드컵에서 튀르키예 U-17을 대표했다.
아크귄은 2022년 6월 4일 페로 제도의 홈에서 열린 UEFA 네이션스리그 동점 경기에서 튀르키예 국가대표팀으로 성인 무대에 데뷔했다. 아크귄은 두 번째 경기에 출전하여 튀르키예 국가대표팀 첫 번째 성인 무대 골을 넣었고, 2022년 6월 7일 리투아니아와의 또 다른 UEFA 네이션스리그 동점 경기에서 6번째 골을 넣었다.